# اما هویت
اما لوئیز هویت (به انگلیسی: Emma Louise Hewitt) (متولد ۲۸ آوریل در جیلان، استرالیا) خواننده، سراینده موسیقی ترنس ساکن آمستردام است.

## زندگی‌نامه
وی خواننده اصلی گروه راک ساعت‌های گمشده که آلبومی تحت همین عنوان در اکتبر ۲۰۰۸ منتشر گردید، بوده‌است.. وی این گروه را با همکاری برادرش آنتونی سابقه چندان زیادی در عرصه موسیقی نداشته‌است تشکیل داده که هم‌اکنون در لوس آنجلس زندگی می‌کنند و در حال حاضر به عنوان ترانه سرایان موسیقی الکترونیک دنس فعالیت می‌کنند.
اما هویت به عنوان وکالیست با بسیاری از آهنگسازان که عمدتاً دی جی هستند همکاری داشته‌است. گرچه اما هویت سابقه فعالیت در موسیقی راک داشته که نخستین سینگل وی در سال ۲۰۰۷ با همکاری دی جی انگلیسی یعنی کریس لیک منتشر کرد که به رتبه یازدهم برترین آهنگ در چارتهای اسپانیا و رتبه دواردهم در چارت فنلاند دست پیدا کرده‌است که در دسامبر سال ۲۰۰۷ با دست پیدا کردن به عنوان بهترین آهنگ به مدت پنجاه هفته در چارت‌های بیلبورد موسیقی دنس در آمریکا دستاوردی ارزشمند برای اما هویت بود. بعد از موفقیت اش در سینگل اولش، بسیاری از پرودوسرهای مطرح موسیقی الکترونیک به خصوص ترنس همچون آرمین ون بورن، دش برلین، کاسمیگ گیت، بی تی، گارث امری و… با وی همکاری کردند.
اما هویت در سال ۲۰۱۲ آلبوم رسمی خود را تحت عنوان Burn the Sky Down در هیجده می منتشر کرد که ناشر آلبوم وی برعهده شرکت معروف آرمادا موزیک وابسته به آرمین ون بورن بود. مسئولیت تنظیم و آهنگسازی آهنگ‌های آلبوم وی را لی گراوز عهده داشت که بعد از مدتی از عرضه این آلبوم، بسیاری از پرودوسرهای موسیقی ترنس همچون آرمین ون بورن، کاسمیک گیت آرنج و غیره آهنگ‌های وی را طی آلبومی مجدداً میکس کردند. از دیگر آهنگ‌های معروف اما هویت می‌توان اشاره داشت به آهنگ Waiting که با همکاری دش برلین و آهنگ Not Enough Time با مشارکت گروه کاسمیک گیت در شاخه بهترین آهنگ ترنس نامزد جوایز بین‌المللی موسیقی دنس در بخش خود گردید.